# Heinrich Parler l'Aîné
Heinrich Parler l'Aîné, né entre 1300 et 1310 et mort en 1370, probablement à Schwäbisch Gmünd, dit aussi Heinrich von Gemünd der Ältere, Arler, Parlerius ou Parlerz, est un architecte allemand bâtisseur d'églises gothiques. Il appartient à la famille Parler.

## Biographie

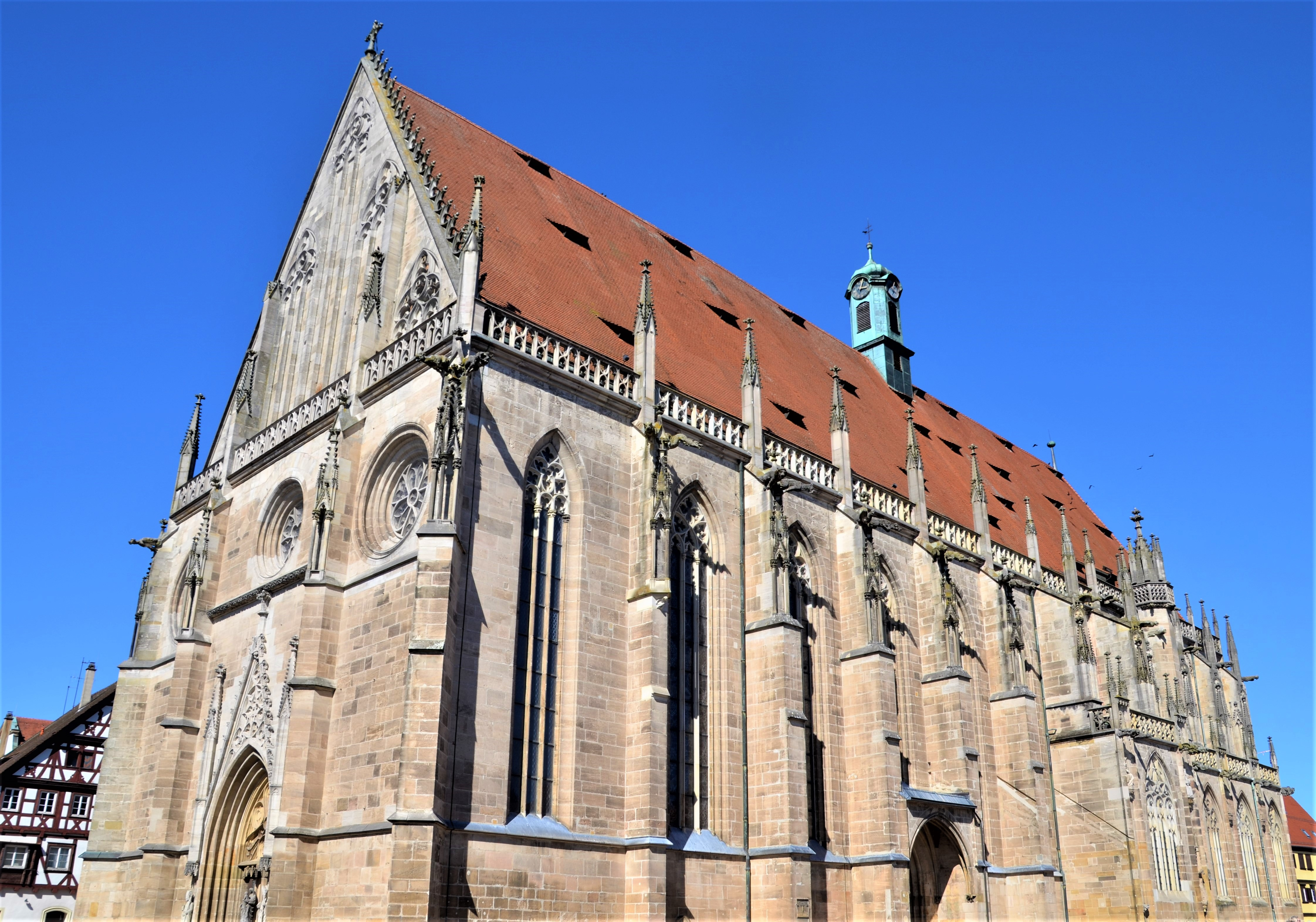
Vue sud-ouest de la nef de la cathédrale de la Sainte-Croix à Schwäbisch Gmünd.

Heinrich est vraisemblablement originaire de Cologne, où il était probablement Parlier à la cathédrale. Il est d'ailleurs possible qu'il soit le fils du maître d'œuvre Johannes de Cologne ou de son frère et successeur Rutger. Il construit la première grande église-halle dans le sud de l'Allemagne, la collégiale de Sainte-Croix à Schwäbisch Gmünd. Il est responsable du chantier entre 1325 et 1330 ; il modifie le plan de construction du bâtiment commencé en 1315. La construction du chœur commence en 1351, où le style gothique est déjà visible. Il travaille aussi à Cologne, forme son fils Peter Parler et travaille avec lui à Cologne et à Gmünd. Il ne verra pas l'inauguration de la cathédrale Sainte-Croix qui n'aura lieu qu'en 1410.
Il est possiblement l'auteur du chœur de l'Église Notre-Dame de Nuremberg et du chœur de la Cathédrale de la Visitation d'Augsbourg..
Heinrich Parler est peut-être le frère du contremaître Peter von Reutlingen, qui a probablement construit l'église Sainte-Marie et l'église Saint-Nicolas (de) à Reutlingen. Cela aurait pu donner le nom à l'un des fils de Heinrich, Peter Parler, l'un des plus grands architectes de la période gothique tardive. Le fils aîné de Heinrich est Johann Parler l'Aîné, maître d'œuvre à l'abbaye de Zwettl et à la cathédrale de Bâle.